# اگر من یک موشک‌انداز داشتم
اگر من یک موشک‌انداز داشتم (انگلیسی: If I Had a Rocket Launcher) آهنگی از خواننده-ترانه‌پرداز کانادایی، بروس کاکبرن از آلبوم خود «سرقت آتش» است که در سال ۱۹۸۴ اجرا کرد.